# Vágvölgy

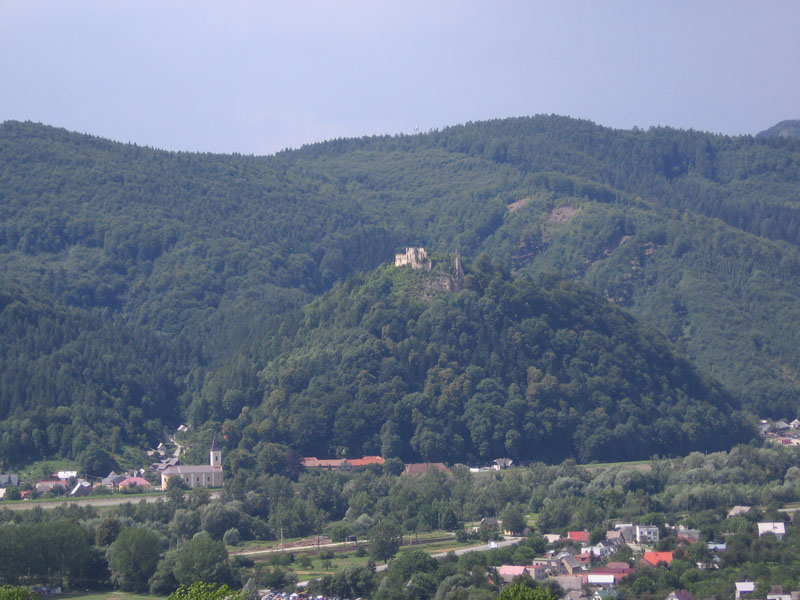
Vágbeszterce vára a trencséni kerületben

Vágvidék, Vágvölgy (Považie): ma három szlovák régió neve, általában az Alsó-Vágmenti, a Középső-Vágmenti és a Felső-Vágmenti turisztikai régió összefoglaló neve. 1920 előtt viszont Nyitra, Trencsén, Turóc, Árva és Liptó vármegyét tekintették vágvölgyi megyéknek.

## Alsó-Vágmenti régió
Az Alsó-Vágmenti régió túlnyomórészt az egykori Nyitra vármegyéhez köthető, kisebb részt Pozsony vármegyéhez. Ez a régió Szlovákia legrégebben lakott régiója, amit régészeti leletekkel lehet bizonyítani. A középkorban itt épült ki az úgynevezett "Cseh út", amely Csehországot és Morvaországot kötötte össze Magyarországgal. A 13. században sok vár épült ki ennek az útnak a mentén. 
Területi egységei járások szerint:
- Galántai járás (Pozsony vármegye)
- Pöstyéni járás (egykor teljes egészében Nyitra vármegye része volt)
- Vágsellyei járás (legnagyobb része Nyitra vármegye, nyugaton egy kis terület Pozsony vármegye része volt)
- Galgóci járás (egykor Nyitra vármegye része volt)
- Nagyszombati járás (Pozsony vármegye)
- és 4 délkeleti falu a Vágújhelyi járásból (déli része Nyitra vármegyéhez tartozik).

A magyarság nagy része Nyugat-Szlovákiában él, a Duna, az Alsó-Vág és az Alsó-Garam tájékán, vagyis az Alsó-Vág területe a szlovákiai magyar népesség egyik fontos területének számít.
Az Alsó-Vágnak kiterjedt árterülete van, bő vize és nagy esése a malomipar (Kis-Duna mentén és a Vág alsó folyásán végzett molnármesterség) számára volt régebben fontos. A hajómalmok a 19. században és a 20. század elején virágzottak a Dunán és a Vágon elsősorban. A Vág alsó folyásának és a Duna nagyobb városainál a hajómalmok telepszerűen helyezkedtek el. A Vágon épített hajómalmok hosszúkásak és nyeregtetősek voltak. A Vágról is eltűntek a hajómalmok, csakúgy mint a Dunáról, főként a folyószabályozások, a vízierőművek építése és a hajóközlekedés fontossága miatt.
Az Alsó-Vágmente - a Csallóközzel és Mátyusfölddel egyetemben - már a középkorban is jelentős mezőgazdasági terület volt. Gyümölcsösök, almáskertek, szőlőterületek voltak itt. A zöldségtermesztés fő termelőhelyei az alsó Vág partja mellett fekvő községek voltak. Fényes Elek írta: "Leghíresebb káposzták teremnek Farkasdon, Negyeden, Vecsén, Sélyében, Hosszúfaluban, Tarnóczon, azaz a Vág melletti magyar helységekben, továbbá a vágújhelyi járásban: Sztrázsán; egyébiránt a magyar káposzta keményebb, szebb, s ezért száza egy forinttal mindig drágább, mint a másutt termetté. Kerti veteményekkel s zöldségekkel nem sokat bajlódik a nyitrai paraszt, kivévén Farkasa és Negyed magyar Vág melléki helységeket, mellyek fok- és vereshagymával, répával, petrezselyem- s más zöldségekkel nagy kereskedést űznek."
A zöldségtermesztés egyben lekötötte a felesleges munkaerőt is - mivel a zöldséget nagyobb befektetés nélkül, kevés eszközzel kis területen is gazdaságosan lehet termeszteni - aminek főleg a 19. század végén és a 20. század elején volt még nagyobb jelentősége.
Ugyanis a Vág folyó szabályozásával és a folyó környékén lévő állóvizek kiszárításával, majd feltöltésével a káposztának megfelelő terület egy idő után nagyobb lett és biztonságos lett a termesztés, sőt a legkitűnőbb káposztaföldek is itt alakultak ki. Ez nagyobb mennyiségű fejlődést hozott az Alsó-Vág parasztlakosságának életében. Azokat a zöldségeket, amelyeket piacra termesztettek, igyekeztek minél hamarabb eladni. A káposztát lovaskocsikkal szállították nemcsak a környékbeli településekre, de a távoli nagyvárosokba, Pozsonyba, Nyitrára, Trencsénbe, Pöstyénbe, Nagyszombatra, Galgócra, Surányba, Érsekújvárra, Komáromba és Bécsbe, Budapestre is. Minden termelőnek előre be kellett jelentenie, mennyi vagonra tart igényt. Általában a gazdák egy-egy vagont kötöttek le, de ketten is bérelhettek egyet. Az első világháború végéig fedett kis hajókon vagy dereglyéken szállították a  zöldségeket a Vágon Komáromig, onnan a Dunán Esztergomba, Vácra, Pestre. A káposztát 1939 óta a negyedi savanyítóüzem is felvásárolta.
Az Alsó-Vágmente északi részén fekszik Pöstyén, amelynek jelentőségét geotermális gyógyvize és gyógyhatású kénes iszapja adja. A pöstyéni iszap és az ásványi anyagokban gazdag termálvíz gyógyhatást fejt ki a mozgásszervi megbetegedésekre, mely nemcsak Európában, hanem világszerte egyedülállónak számít. Pöstyén egyúttal Szlovákiának nemcsak a legjelentősebb, de a legnagyobb szlovákiai fürdővárosa is. A területen már az őskortól kezdve kihasználták a Vág szigetének 67 °C-os iszapos forrásainak gyógyhatását.
A város környékéről került elő a mai Szlovákia területén talált legismertebb és talán egyik legrégebbi őskori művészeti tárgy, a moraváni vénusz, amely egy mamutagyar szobrocska, amely megközelítőleg 22860 éves (+- 400 év).
Vágsellye történetében a legfontosabb pont a jezsuiták megjelenése volt. Sellyét és a hozzá tartozó falvakat, Királyfát, Hosszúfalut, Peredet 1586. június 24-én vették birtokukba a jezsuiták. A túróci prépostság két földbirtokának (sellyei és turóczi) magas jövedelméből finanszírozták a znióváraljai jezsuita kollégium létrehozását. Így lett a 16. század végének egyik jelentős szellemi központjává, mert rövid ideig volt itt ugyan a kollégium, de a kollégium és a kollégiumi könyvtár szempontjából mégis meghatározó volt ez az időszak. A könyvtár felállítása, s ezzel együtt a katalogizálása 1604-re fejeződött be.
1605-ben Bocskai István hadainak Pozsony felé közeledése véget vetett a kollégium működésének, mivel a hallgatók és tanárok elmenekültek. Tavasszal a hajdúk felgyújtották a kollégium épületét, a jezsuiták ingóságukkal és a könyvtárral együtt a Dunán Bécsbe menekültek, az út során azonban a rakomány egy része a folyóba veszett.
Az Alsó-Vágmenti régióban található Szlovákia nyolc borvidékének egyike, a galgóci-nagyszombati borvidék (Galgóc, Nagyszombat, Pöstyén, Szered és Galánta környéke).
A galgóci és vágsellyei járás területén régebben a kosárfonásnak is nagy szerepe volt.
Galgóc legjelentősebb eseményének az évente megrendezett Szent Mihály napi vásár számít ma is. Fényes Elek ezt írta 1851-ben a galgóci kereskedelemről: "Lakosai gabonával, lóval, szarvasmarhával, de kiváltképen épületre való fával, faeszközökkel, mellyek a Vágon Árva és Liptó vmegyéből hozatnak, eleven kereskedést üznek. – Heti vásárai népesek; országos vásárait pedig a jó lovak kedvéért sokan meglátogatják."
Jelentős még Galgóc várkastélya is, mely eredetileg Közép-Európa legnagyobb platános parkkal rendelkező középkori vára volt. Az itteni vár helyett eredetileg egy másik vár állott várispánsági székhelyként, aminek várát Anonymus is említi Colgoucy néven. 1294-ben viszont már elpusztult erődítményként említi egy oklevél. 1349-ben viszont Kont Miklós nádor kapja meg I. Lajostól a hozzá tartozó uradalommal együtt, két évtized múlva pedig már új vár keletkezett a régi helyén. 1362-ban a kisváros vásárjogot kapott. Később - a XV. század végéig - az Újlaki család volt az uradalom birtokosa. II. Lajos 1524-ben Thurzó Sándornak adta, s a Thurzóké maradt egészen a család kihalásáig. A Thurzó család kihalása után, 1636-ban gróf Forgách Ádám vásárolta meg a várat és az uradalmat a királyi kincstártól. A vár 1663-1665 között török kézen volt. Mivel gróf Forgách Ádám fia, gróf Forgách Simon a Rákóczi-szabadságharcban kuruc hadvezér volt, birtokait elkobozták. a Néhány évvel később, 1715-ben Galgóc várának és uradalmának gróf Erdődy György lett a birtokosa. A vár és a kert ékesítésére azonban gróf Erdődy József fordított sokat. Galgóc várának a romjain a XVIII. század közepén kastélyt hozott létre. A kastélyról és kertjéről Joseph Adalbert Krickel 1831-ben, Mednyánszky Alajos 1844-ben részletes beszámolót hagyott hátra.
A várkastély területén található Szlovákia legrégibb fennmaradt színházépülete, amit Erdődy József építtetett empire stílusban 1802-ben.
A 16. században protestáns könyvnyomda és gimnázium is működött Galgócon. 1585 és 1588 között itt volt nyomdász Mantskovits Bálint.
Nagyszombat a Vágmente alsó részének természetes központja, kerületi, járási központ, Szlovákia hetedik legnépesebb városa, mely már a középkorban is Magyarország egyik legnagyobb városa volt. A település területe már a kelták előtt lakott hely volt. Őket követték a római hódítók, majd a szláv telepesek (ekkor tűnt fel először a város szláv elnevezése, Trnava), akik a 9. században létesítettek települést.
Nagyszombat legrégebbi, írásos formában fennmaradt megnevezése 1211-ből származik Szombat néven. Ebből arra lehet következtetni, hogy a hogy rendszeres heti vásárait szombati napokon tartották. Mivel Nagyszombat kedvező földrajzi helyen feküdt - hiszen a kezdetben mezővárosi ranggal bíró település a cseh-magyar út mentén feküdt - szombati vásárai mindmáig meghatározó jelentőséggel bírnak (a kereskedelmi tevékenységen kívül a szőlőtermesztés volt a település másik meghatározó tevékenysége).
1238-ban IV. Béla - a magyar történelem során elsőként - Nagyszombatnak szabad királyi városi címet adományozott. A  cím megkapása után a szláv Trnava hangzásához hasonló megnevezések kezdtek elterjedni előbb latinul már a 13. század első felében (Tyrnavia Tyrnaviae), majd németül (Tyrnau) és szlovákul is.
A 13. és a 16. század között megépült nagyszombati városfalak különlegesek abban, hogy kevés közép-európai városnak volt és van ma is olyan hosszú épségben megmaradt városfala, mint Nagyszombatnak (a városfalak 60 ha terület téglalap alakú területet foglal magába).
I. (Nagy) Lajos magyar király gyakran volt itt, itt halt meg 1382. szeptember 10-én.
1432-ben a husziták elfoglalták a várost, de elűzték őket a magyar seregek.

## Középső-Vágmenti régió
A Középső-Vágmenti régió túlnyomórészt az egykori Trencsén vármegyéhez, kisebbrészt Nyitra vármegyéhez köthető. Területi egységei:
- Miavai járás északi része (ez az egykori Nyitra vármegye területe volt)
- Vágújhelyi járás ( a négy déli falu kivételével) (a Vágújhelyi járás északi része Trencsén vármegye területe volt)
- Trencséni járás (A járás területe az egykori Trencsén vármegye területe volt)
- Illavai járás (Trencsén vármegye)
- Puhói járás déli része (Trencsén vármegye).

## Felső-Vágmenti régió
A Felső-Vágmenti régió az egykori Trencsén vármegye területére terjedt ki. Területi egységei:
- Nagybiccsei járás
- Vágbesztercei járás
- a Puhói járás északi része
- Zsolnai járás
- Kiszucaújhelyi járás
- Csacai járás.